# ویور درادو
ویور درادو (انگلیسی: Vivar Dorado؛ زادهٔ ۱۲ فوریهٔ ۱۹۷۴) بازیکن فوتبال اهل اسپانیا است.
از باشگاه‌هایی که در آن بازی کرده‌است می‌توان به باشگاه فوتبال راسینگ سانتاندر، باشگاه فوتبال رایو وایکانو، باشگاه فوتبال رئال وایادولید، باشگاه فوتبال آلباسته بالومپیه، باشگاه فوتبال لگانس، باشگاه فوتبال ختافه، و باشگاه ورزشی تنریف اشاره کرد.